# John Bull (locomotive)
Pour les articles homonymes, voir John Bull.
La locomotive John Bull est une locomotive à vapeur de fabrication anglaise, rare survivante des débuts du chemin de fer. Elle a circulé pour la première fois le 15 septembre 1831. En 1981 elle a été remise en circulation par le Smithsonian Institution, devenant alors la plus ancienne locomotive à vapeur du monde encore opérationnelle : plus de 150 ans d'âge. Construite par l'entreprise Stephenson & Co, la John Bull a été au départ achetée et exploitée par la compagnie du chemins de fer de Camden à Amboy (Camdem and Amboy Railroad - C&A), qui a été la première ligne de chemin de fer de l'État du New Jersey. La compagnie lui attribua le numéro 1. La machine fut intensivement utilisée dès l'achèvement de la ligne en 1833. Elle fut retirée de la circulation en 1866 puis remisée.
Après l'acquisition du C&A par la compagnie des chemins de fer de Pennsylvanie (Pennsylvania Railroad - PRR) en 1871, celle-ci restaura la locomotive et la fit circuler à plusieurs reprises pour des présentations publiques. Elle fut alors présentée à la Centennial Exposition, commémorant les 100 ans de l'indépendance américaine et à l'exposition nationale des réalisations ferroviaires (National Railway Appliance Exhibition) de 1883. Un an plus tard, en 1884, elle fut achetée par le Smithsonian Institution et constitua de fait la première pièce majeure de la galerie consacrée à l'industrie de leur musée à Washington, D.C..
En 1939, des employés aux ateliers d'Altoona (Pennsylvanie) du PRR construisirent une réplique opérationnelle de la locomotive afin de pouvoir la présenter à de futures animations publiques. En effet le Smithsonian Institution désirait tout naturellement conserver la locomotive originale dans un endroit protégé. Elle fêta d'ailleurs dignement les 150 ans de la machine, qui en 1981 devint la plus vieille locomotive à vapeur du monde à pouvoir fonctionner grâce à sa chaudière d'origine, tour de force de l'ingénierie compte tenu du vieillissement des métaux. Aujourd'hui la John Bull est exposée au musée national de l'histoire américaine (National Museum of American History) à Washington, D.C., sa réplique étant régulièrement mise en circulation au musée du train de Pennsylvanie (Railroad Museum of Pennsylvania).

## Construction et première utilisation
La John Bull fut construite à Newcastle upon Tyne en Angleterre par l'entreprise Robert Stephenson (Robert Stephenson and Company) pour la compagnie du chemin de fer de Camdem à Amboy (C&A). Elle fut ensuite démontée et expédiée outre-atlantique sur l'Allegheny, dans des caisses. L'ingénieur du C&A, Isaac Dripps remonta la locomotive du mieux qu'il put car l'envoi ne contenait pas les plans d'assemblage de la machine, et la mit en circulation en septembre 1831. Le 12 novembre 1831, Robert Stevens, alors président du C&A, corrigea quelques erreurs politiques en invitant plusieurs membres du corps législatif du New Jersey ainsi que quelques dignitaires locaux, dont le Prince Murat, neveu de Napoléon, à effectuer quelques voyages avec la toute nouvelle locomotive sur une courte voie d'essai. La femme du Prince Murat se pressa d'ailleurs de monter dans le train afin d'être qualifiée de première femme d'Amérique à voyager dans un train tracté par une locomotive à vapeur.
Jusqu'à l'achèvement de la ligne, la locomotive fut entreposée ; des voitures hippomobiles étant employées dans la construction de l'infrastructure jusqu'en 1833. Le C&A attribua alors un numéro et un nom à leurs premières locomotives. La John Bull reçut le numéro 1 et le nom officiel de Stevens (d'après le premier président du C&A, Robert L. Stevens). Cependant, au quotidien, les équipes commencèrent à l'appeler la vieille John Bull (the old John Bull) en référence à la caricature, personnification de l'Angleterre. Ce nom informel fut ensuite raccourci en John Bull, beaucoup plus employé que l'officiel, Stevens, qui sombra dans l'oubli.

## Modifications techniques et premières expositions
Stephenson construisit la locomotive à l'origine comme une 0-4-0 (notation Whyte, locomotive avec deux essieux moteurs seulement). L'entraînement était réalisé par deux pistons calés sur les manivelles de l'essieu arrière, l'essieu avant étant entraîné par bielles d'accouplement.
La voie ferrée du New Jersey étant de moins bonne qualité que celles d'Angleterre, la locomotive déraillait fréquemment ; les ingénieurs du C&A décidèrent alors d'ajouter un essieu de guidage à l'avant (un assemblage composé d'un essieu dotés de roues de diamètre inférieur, attaché à l'avant de la structure de la locomotive) afin de la guider dans les courbes. L'ajout de cet essieu de guidage nécessita la suppression de la bielle d'accouplement, ce qui ne laissa qu'un seul essieu moteur : l'essieu arrière. La John Bull devint donc de fait une 4-2-0 (une locomotive avec deux essieux non-moteurs suivis d'un essieu moteur, aucun essieu arrière non-moteur). Par la suite, le C&A ajouta un pare-bœuf à l'essieu de guidage. Le pare-bœuf est un assemblage de forme triangulaire destiné à chasser les animaux et les débris de la voie pour permettre le passage du train sans déraillements. Afin également de protéger l'équipe de conduite de la locomotive, le C&A rajouta une cabine (murs et toit) à l'arrière de la machine, là où l'équipe de conduite était située. Des accessoires de sécurité furent aussi ajoutés, dont une cloche et un phare avant.
Après avoir été utilisée pendant plusieurs années comme locomotive de manœuvres puis comme chaudière fixe, la John Bull fut retirée du service en 1866 et entreposée à Bordentown, dans le New Jersey. Elle fut alors utilisée comme moteur de pompe puis comme engin-moteur dans une scierie.
Le C&A fut alors intégrée à la compagnie des chemins de fer et des canaux du New Jersey (United New Jersey Railroad and Canals Company) en 1869, elle-même rachetée par le PRR en 1871. Le PRR comprit l'intérêt commercial de la vieille locomotive, et les techniciens des ateliers du PRR la "vieillirent" en remplaçant certaines parties par d'autres qui semblaient plus "antiques", ou en en retirant d'autres.

## Restauration par le Smithsonian Institution
À l'exposition de 1883, le PRR résout deux problèmes d'un coup. Premièrement, la pérennité de la locomotive John Bull était assurée par la vente au Smithsonian Institution, qui allait pouvoir s'en occuper convenablement. Ensuite, la compagnie avait trouvé un nouvel emploi adapté au jeune ingénieur J. Elfreth Watkins. Watkins avait été victime d'un accident qui lui avait fait perdre une jambe, ce qui l'empêchait de travailler aux chemins de fer, vu des capacités physiques requises (La compagnie, après son accident, l'avait employé dans les bureaux). Le PRR utilisa ses compétences d'ingénieur comme conservateur expert pour le nouveau bâtiment du Smithsonian consacré aux Arts Nouveaux et aux Industries (Arts and Industries building), bâtiment qui ouvrit en 1880. Le 22 décembre 1884, la locomotive fut pour la première fois exposée au public par le Smithsonian dans l'aile Est de ce bâtiment.

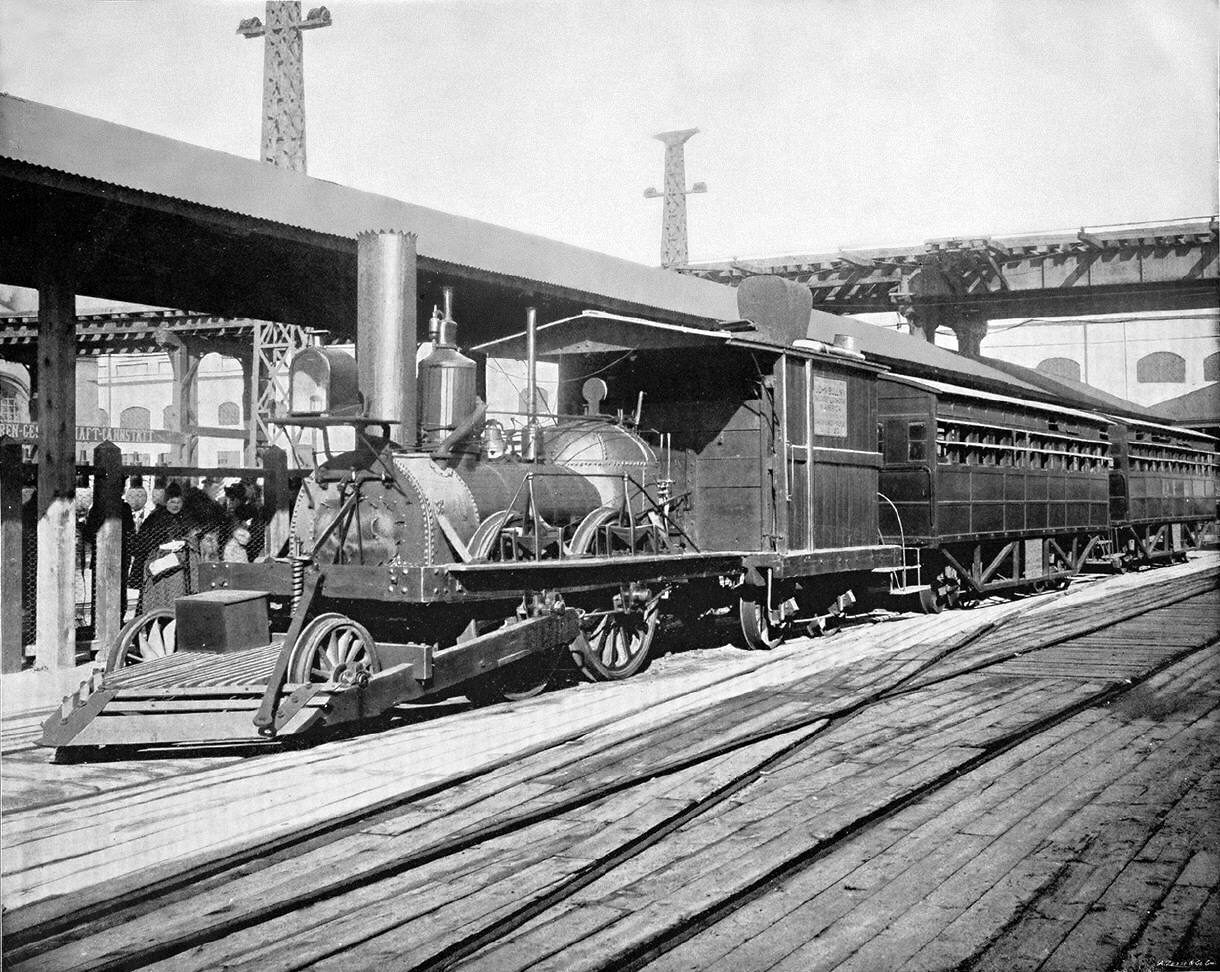
La John Bull à la World's Columbian Exposition en 1893.

La locomotive resta en exposition à cet emplacement pendant près de 80 ans, mais elle fut quelquefois sortie du musée. La plus notable de ces sorties fut son transport jusqu'à Chicago pour la World's Columbian Exposition. Le PRR, comme la majorité des entreprises ferroviaires de l'époque, y présentait d'immenses stands vantant leurs progrès techniques. Le PRR fit en sorte que la John Bull et deux voitures soient envoyées aux ateliers de la compagnie à Jersey City. Elles y furent restaurées afin de pouvoir être en état de marche. Le PRR prévoyait un évènement aux dimensions de ce que représentait la John Bull pour l'histoire des chemins de fer américains.
Le voyage entre Jersey City et Chicago devait d'ailleurs se faire par voie ferrée, la John Bull tractant par ses propres moyens les deux voitures remises en état.
La restauration se fit sous la direction de Theodore N. Ely, Mécanicien en chef du PRR. Ely était suffisamment rassuré par une marche d'essai sur 80,5 kilomètres jusqu'à Perth Amboy (New Jersey) qui se fit en 2 heures 15, pour envisager que les gouverneurs des différents États qui seraient traversés par le convoi ainsi que le président des États-Unis Grover Cleveland soient invités à y voyager lors de la première étape du voyage. La John Bull devait tirer quelques voitures transportant des dignitaires et des journalistes. Le train voyagea jusqu'à Philadelphie (Pennsylvanie). Une fois à Philadelphie, le couple mécanicien-chauffeur se vit adjoindre des locaux qui leur servirent de pilotes, afin de les conseiller sur les particularités du terrain. Cette méthode fut utilisée tout du long du voyage, jusqu'à Chicago. Circulant à une vitesse comprise entre 40 et 50 km/h, le train arriva à Chicago le 22 avril. La locomotive fit plusieurs petits trajets pendant l'exposition pour les visiteurs, puis le convoi quitta Chicago le 6 décembre afin de retourner à Washington, D.C., où il arriva le 13.
En 1927, la John Bull voyagea de nouveau en dehors du musée. Cette année-là la compagnie des chemins de fer de Baltimore à l'Ohio (Baltimore and Ohio Railroad) fêtait son centenaire avec la Fête du Cheval de Fer, organisée à Baltimore dans le Maryland. Pourtant, le tender d'origine de la locomotive était très endommagé, il était impossible de le réparer. De fait il fut détruit en 1910. Le PRR en fit faire une réplique dans ses ateliers d'Altoona. La locomotive fut aussi remise à neuf dans ces ateliers pour la fête, dernière occasion pour elle de fonctionner à la vapeur jusqu'en 1980.

## Une présentation surtout «statique»
Après le retour de la locomotive au Smithsonian, celle-ci demeura en exposition statique. En 1930 le musée commanda une seconde réplique du tender aux ateliers d'Altoona, pour être exposé avec la locomotive. Cette réplique réutilisa quelques éléments du tender original, sauvés lors de son démantèlement vingt ans auparavant.
Le Smithsonian redécouvrit l'âge (et l'histoire) de la locomotive en 1931. Le musée n'avait cependant pas les moyens financiers de faire construire une nouvelle chaudière, qui aurait pu lui permettre de rouler à nouveau. Il fut donc décidé de la faire fonctionner sur place à l'aide d'air comprimé, l'essieu moteur étant soulevé par un vérin. Le musée emprunta ensuite une voiture de 1836 au PRR afin de l'exposer à la suite du tender reconstitué. Les 100 ans de la machine furent célébrés le 12 novembre 1931. La démonstration « sur place » de la locomotive fut diffusé à la radio par CBS (CBS radio nework'), Stanley Bell racontant l'événement aux auditeurs.
Le PRR emprunta de nouveau la locomotive au musée à l'occasion de l'exposition Century of Progress de Chicago en 1939. Cette fois-ci, la locomotive y fut apportée par camion et exposée en "statique". Pendant cette exposition, une réplique fonctionnelle fut commandée aux ateliers d'Altoona. Cette réplique fut utilisée en 1940 à l'Exposition Universelle de New York (New York World's Fair), alors que la locomotive originale et son tender retournaient au Smithsonian.
La machine originale fut de nouveau exposée en dehors du musée en 1939, mais les conservateurs du musée décidèrent alors qu'elle était devenue trop fragile pour être sortie aussi fréquemment. Elle fut alors placée en exposition permanente dans l'aile Est, où elle resta pendant 25 ans. En 1964 elle fut déplacée au Musée National de l'Histoire Américaine (National Museum of American History), qui portait alors le nom de Musée National d'Histoire et des Technologies (National Museum of History and Technology). Elle y est toujours exposée.

## De nouveau en service à 150 ans
La John Bull resta encore en exposition statique pendant 15 ans, mais le fait qu'elle soit l'une des plus anciennes locomotives encore en bon état, ainsi qu'elle ait été utilisée sur la première ligne de chemin de fer du New Jersey, n'était pas valorisé. À l'approche du 150e anniversaire de la locomotive (en 1981), le Smithsonian débuta une concertation afin de déterminer la meilleure manière de célébrer cet anniversaire. Il n'y avait aucun doute sur la préparation de publications et d'expositions spécifiques, mais les responsables du musées pensaient que l'on pouvait faire bien mieux.
De nombreuses inspections superficielles furent réalisées sur la machine en 1980, et conclurent que celle-ci était dans un bon état mécanique. En particulier, aucune détérioration trop importante du châssis ne fut observée. Ainsi, lorsque la machine fut soulevée, les essieux tournaient librement. Un matin de janvier 1980, avant l'ouverture du musée au public, les employés du musée utilisèrent de l'air comprimé afin de faire jouer les cylindres et d'entrainer les roues. C'était la première fois qu'une telle opération était réalisée depuis les années 1930. Les employés eurent beaucoup de chance, la mise en pression d'une chaudière aussi âgée pouvant provoquer une explosion.
Le levier de changement de marche et l'ensemble du mécanisme semblait être en état de fonctionnement, mais il était impossible de savoir si la chaudière pourrait de nouveau supporter la pression de la vapeur et le feu nécessaire. Le musée s'adressa à la Hartford Steam Boiler Inspection and Insurance Company pour vérification du dispositif. Ces inspections furent réalisés après la fermeture du musée, entre 18h30 et 4 heures du matin pendant une durée de trois jours. Elles comprenaient des tests électromagnétiques, à ultrasons et par radiographie. Plusieurs défauts furent révélés, mais les projections déterminèrent que la locomotive pouvait tout de même rouler pour peu que la pression de la chaudière soit réduite à 3,4 bar. À l'origine, lorsque livrée au C&A, la chaudière devait pouvoir supporter des pressions jusqu'à 4,8 bar. L'équipe du Smithsonian, après quelques autres tests, furent convaincues que la locomotive pouvait de nouveau rouler.
Les éléments défectueux furent réparés et la locomotive roula le 15 septembre 1981 dans les environs de Washington, D.C.. Elle devint ainsi la plus vieille locomotive à vapeur du monde à pouvoir fonctionner grâce à sa chaudière d'origine.
La véritable John Bull est actuellement conservée au National Museum of American History à Washington, D.C.. Sa réplique de 1939 est propriété du Railroad Museum of Pennsylvania, qui la fait toujours fonctionner.

## Chronologie
- 18 juin 1831 : L'entreprise Stephenson & Co construit la locomotive John Bull.
- 14 juillet 1831 : La locomotive est expédiée à Philadelphie depuis Liverpool.
- 4 septembre 1831 : Arrivée de la machine à Philadelphie à bord de l' Allegheny en provenance de Liverpool.
- 15 septembre 1831 : Premier voyage de la John Bull dans le New Jersey en étant tractée par sa propre chaudière
- 12 novembre 1831 : Robert Stevens invite plusieurs politiciens du New Jersey à assister à une série de marches d'essai de la locomotive.
- 1833 : La John Bull est une des quelques locomotives à circuler sur la toute nouvelle ligne de chemin de fer reliant Camden à Amboy (New Jersey).
- 1866 : Radiation de la locomotive du service régulier.
- 1876 : Exposition de la machine à la Centennial Exposition de Philadelphie.
- 1883 : Le Pennsylvania Railroad (PRR) expose la locomotive à l'exposition nationale des réalisations ferroviaires (National Railway Appliance Exhibition)
- 1884 : Achat par le Smithsonian Institution au Pennsylvania Railroad de la John Bull
- 1893 : Marche de la John Bull à l'Exposition Universelle Colombienne (World's Columbian Exposition) de Chicago.
- 1910 : Démantèlement du tender d'origine par le Smithsonian. Les pièces récupérables sont cependant placées en réserve.
- 1927 : Le Baltimore and Ohio Railroad emprunte la locomotive pour des marches de démonstration à la Fête du Cheval de Fer (Fair of the Iron Horse) de Baltimore.
- 1930 : Une réplique du tender est construite à la demande du Smithsonian par le PRR, en réutilisant les pièces d'origines qui avaient pu être conservées. Cette réplique est ensuite exposée avec la locomotive au musée.
- 12 novembre 1931 : Célébration par le Smithsonian du 100e anniversaire de la locomotive. La locomotive est mise en marche stationnaire grâce à des vérins à l'intérieur du hall du musée.
- 1933-1934 : Le PRR emprunte de nouveau la John Bull afin de l'exposer à l'exposition Century of Progress à Chicago.
- 1939 : Dernière démonstration publique de la locomotive en dehors du musée du Smithsonian pour 39 ans, lors de l'inauguration de l'Exposition Universelle de New York (New York World's Fair)
- 1940 : Une réplique de la John Bull, construite par les mécaniciens des ateliers d'Altoona du PPR, est alors exposée à l'Exposition Universelle, et l'originale est ramenée au Smithsonian à Washington, D.C..
- 15 septembre 1981 : Marche de la John Bull à l'occasion de son 150e anniversaire. Elle devint alors la plus vieille locomotive du monde à pouvoir fonctionner avec sa chaudière d'origine.
- 1985 : La John Bull est transportée par avion à Dallas (Texas) pour y être exposé, ce qui fait d'elle la plus vieille locomotive du monde à avoir voyagé par avion.

## Sources
- Traduction depuis en:John Bull (locomotive).
- Bibliographie citée dans l'article de la Wikipédia Anglaise :
  - Bailey, Ronald T., Friends of the Railroad Museum of Pennsylvania. Railroad Museum of Pennsylvania - John Bull replica, Retrieved Oct. 6, 2004.
  - Massa, William R., Jr., Smithsonian Institution (2004) Finding Aids to Personal Papers and Special Collections in the Smithsonian Institution Archives: Record Unit 7268; J. Elfreth Watkins Collection, 1869, 1881-1903, 1953, 1966 and undated, Retrieved Dec. 14, 2004.
  - Smithsonian Institution. HistoryWired: a few of our favorite things - John Bull Locomotive, Retrieved Oct. 6, 2004.
  - Smithsonian Institution (2004). Encyclopedia Smithsonian - John Bull, Retrieved Oct. 6, 2004.
  - Smithsonian Institution Press (2001). Smithsonian Press - Legacies - John Bull locomotive, 1831, Retrieved Oct. 6, 2004.
  - (en) White, John H., Jr., The John Bull: 150 Years a Locomotive, Washington, Smithsonian Institution Press, Washington, DC, 1981 (ISBN 978-0-87474-961-8)
  - John H. White, Jr. Reference Collection, 1880s-1990  Archives Center, National Museum of American History, Smithsonian Institution.